# Кореопсис ушковатый
Кореопсис ушковатый (лат. Coreopsis auriculata) — вид травянистых растений рода Кореопсис (Coreopsis) семейства Астровые (Asteraceae).

## Ботаническое описание

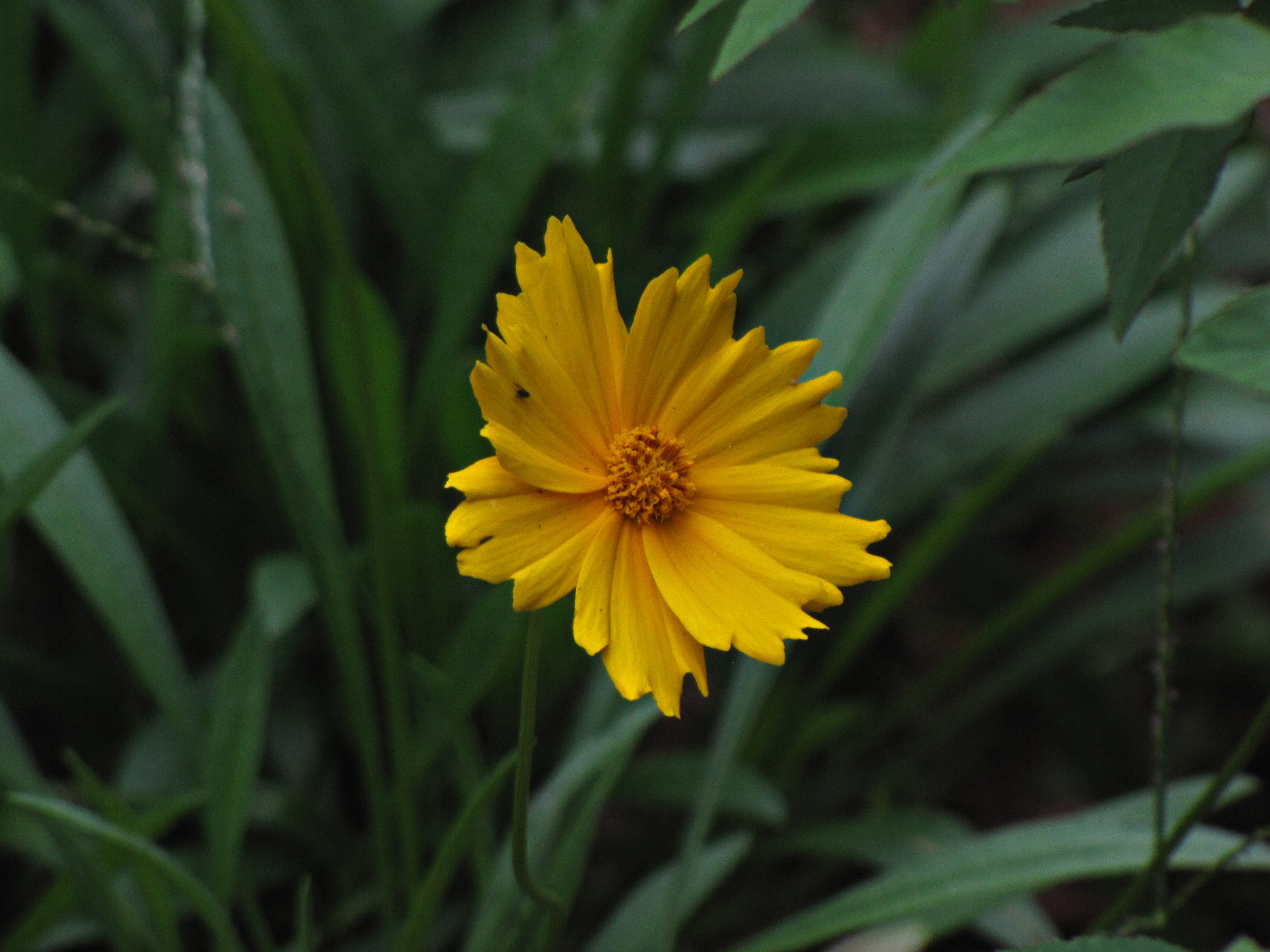
Coreopsis auriculata

Кореопсис ушковатый — многолетнее травянистое растение высотой от 10 до 30 см, иногда достигает 60 см. Листья с черешками длиной 1—6 см, прикорневые и стеблевые, до 15—55 мм в длину и до 9—25 мм в ширину. Достигают от ¼ до ½ высоты растения.
Цветки — ярко-жёлтого цвета, венчик до 4,5 мм, лепестки до 20 мм, привлекают бабочек и пчёл. Цветёт с весны до раннего лета. После цветения растение распространяется, образуя короткие столоны.
Плод — 1,5—2,5 мм в длину, коричневого цвета.

## Ареал и местообитание
Растение произрастает на юго-востоке США. Встречается вдоль дорог, на лесных полянах в смешанных лесах и сосновых борах, предпочитает известняковые почвы.

## Применение
В прошлом из цветов и стеблей растения получали краситель от оранжевого до красно-оранжевого цвета.

## В цветоводстве
Кореопсис ушковатый используется как декоративное растение. Карликовый сорт «Нана» широко применяется в цветниках. Постепенно образует плотный, густой расползающийся куст коротких, широко-овальных листьев. Яркие оранжево-жёлтые, напоминающие маргаритки, цветы с зубчатыми лепесткамии и жёлтым центральным диском появляются в конце весны — начале лета.
Сорт «Замфир» — с характерными рифлёными лепестками, со временем сглаживающимися, немного выше сорта «Нана», привлекает бабочек.